# 索尔德河
索尔德河（法語：Sauldre，法語發音：[so(l)dʁ]）是法國的河流，位於該國中部，屬於謝爾河的右支流，河道全長181公里，流域面積2,200平方公里，發源自蒙蒂尼，河口處在谢尔河畔塞勒。

## 外部連結
- http://www.geoportail.fr （页面存档备份，存于）
- Sandre数据库中的索尔德河